# 坂本昌之
坂本 昌之（さかもと まさゆき、1965年（昭和40年）8月6日- ）は、日本の編曲家、作曲家、音楽プロデューサー、キーボーディスト。北海道札幌市出身。フェイス音楽出版所属。

## 概要
札幌市出身。2003年に手掛けた、平原綾香の「Jupiter」の編曲を担当したことから2004年に、第46回日本レコード大賞の編曲賞を受賞した。主に、鬼束ちひろ、徳永英明、坂本冬美、石川さゆり、平原綾香、May J.、大竹しのぶ等の編曲やプロデュースを担当している。

## 略歴
- 1998年、中島みゆき 夜会 VOL.10「海嘯」にキーボーディストとして参加。

- 2002年、ベーシスト・富倉安生、ギタリスト・古川望らと結成したバンド「Magritte Voice」名義のアルバムを発表[4][2]。

- 2004年、中島みゆき 夜会 VOL.13「24時着 0時発」にキーボーディストとして参加。小林信吾と共同プロデュースした平原綾香の「Jupiter」で第46回日本レコード大賞編曲賞を受賞[2]。

- 2009年、全曲編曲を手がけた德永英明のカバー・アルバム「VOCALIST」シリーズ3部作がミリオンセラーを記録[2]。

- 2009年、鬼束ちひろ アルバム「DOROTHY」プロデュース。

- 2018年、大竹しのぶ アルバム「SHINOBU avec PIAF」プロデュース。

以降、德永英明、鬼束ちひろのコンサートでバンドマスターを務める。

## 主なプロデュース・編曲作品
- 宗次郎 アルバム「木道」（1991）「風人」（1992）「水心」（1993）
- See-Saw 「かくれんぼ」・「心の絵本」（1993）
- 山本達彦 アルバム「カフェの光景」・「LOST HOUR」（1996）「COME RAIN COME SHINE」（1997）「TIME WILL KISS」（2018）
- 柴田淳 「月光浴」・「片想い」（2002）「隣の部屋」・「あなたとの日々」（2003）
- 平原綾香 「Jupiter」（2003）他多数
- 德永英明 アルバム「VOCALIST」（2005）[2]、アルバム「VOCALIST 2」（2006）[2]、アルバム「VOCALIST 3」（2007）[2]、アルバム「WE ALL」（2009）[2]、アルバム「VOCALIST 4」（2010）[2]、アルバム「太陽がいっぱい Plein Soleil〜セルフ・カヴァーベスト2〜」（2019・プロデュース）「LOVE PERSON」（2021）他多数
- 中森明菜 「落花流水」（2005）
- 海援隊 「いつか見た青い空」「早春譜」（2007）
- 稲垣潤一 「大人の夏景色」（2007）収録「こんなにも愛してた」
- 鬼束ちひろ アルバム「DOROTHY」（2009・プロデュース）「書きかけの手紙」（2020）
- SunSet Swish 「マイペース」「モザイクカケラ」（2010）
- JUJU 「Distance」（2013）
- 岩崎宏美 「時の針」（2013）
- 由紀さおり アルバム「VOICE II」（2015）
- 坂本冬美 アルバム「風うた」（2015）「ENKA」シリーズ（2016 - 2018）
- 石川さゆり 「恋しゅうて」・「女人荒野」（2016）「百年の抱擁」（2017）「河童」（2019）「獨り酒」・「なでしこで、候う」（2021）
- 林部智史 「あいたい」（2016）
- 大竹しのぶ アルバム「SHINOBU avec PIAF」（2018・プロデュース）
- 佐藤竹善 「歩み」（2018）
- Toshl アルバム「IM A SINGER」（2018）収録「ひこうき雲」 「糸」 「幸せのちから」
- 竹島宏 「プラハの橋」（2021）
- 中澤卓也 「約束」（2021） 他多数

## アニメ
- 『おジャ魔女どれみ』（1999 - 2003/OP主題歌編曲）
- 『超神姫ダンガイザー3』（1999/音楽・作曲・編曲）
- 『獣の奏者 エリン』（2009/音楽・作曲・編曲）[5]

## 映画
- 『銀色の雨』（2009/音楽）